# Centurion (A41)
Centurion (A41) – czołg podstawowy konstrukcji brytyjskiej z początkowego okresu zimnej wojny. Skonstruowany pod koniec II wojny światowej, nie wziął udziału w jej walkach. Szeroko używany po wojnie przez armię brytyjską i inne państwa, także w licznych konfliktach regionalnych.

## Historia
Przed II wojną światową armia brytyjska rozwijała osobno dwie kategorie czołgów: czołgi szybkie („krążownicze”, ang. Cruiser tank) i czołgi piechoty (ang. Infantry tank). Obie linie czołgów mimo przenoszenia takiego samego uzbrojenia były odrębne, co powodowało problemy związane z brakiem standaryzacji. Po doświadczeniach z bitew pancernych toczonych na pustyni w Afryce Północnej, Departament Wojny (War Office) we wrześniu 1942 roku sformułował wymagania na bardziej uniwersalne podwozie, które mogło stanowić podstawę dla czołgu szybkiego i czołgu piechoty. Prace nad czołgiem szybkim A41 Centurion rozpoczęto w lipcu 1943 roku, przy czym miał on być pomyślany jako „ciężki czołg krążowniczy” (heavy cruiser tank). Jego wstępny projekt przedstawiono w listopadzie 1943 roku i w lutym kolejnego roku Komisja Czołgowa (Tank Board) zaakceptowała specyfikację czołgu A41. W maju 1944 była gotowa makieta nowego czołgu. Nowy wóz otrzymał nowe, w porównaniu z poprzednimi konstrukcjami, podwozie. Był pozbawiony kadłubowego karabinu maszynowego. Jego napęd stanowił silnik gaźnikowy Rolls-Royce „Meteor” o mocy 600 KM. Napęd prądnicy i wentylatorów chłodnic zapewniał dodatkowy silnik Morris o mocy 8 KM. Jednocześnie prowadzono w 1944 roku prace nad ciężej opancerzonym czołgiem piechoty A45 o masie 55 ton, który miał wykorzystywać podzespoły i wieżę A41. Dalsze doświadczenia wojenne wykazały jednak, że używane jako czołgi szybkie amerykańskie Shermany i ciężkie czołgi piechoty Churchill pełnią te same role, w związku z czym zarzucono podział na dotychczasowe kategorie i anulowano rozwój czołgu A45, wybierając czołg A41 jako pierwszy czołg uniwersalny.
W maju 1944 roku zamówiono liczącą 20 egzemplarzy serię informacyjną, uzbrojoną w armatę kalibru 76,2 mm, z tego piętnaście miało armatę 17-funtową, a ostatnie pięć oznaczonych A41S jej lżejszą odmianę, oznaczoną jako 77 mm. Dziesięć pierwszych czołgów uzbrojone było ponadto w działko Polsten kal. 20 mm (służące do wstrzeliwania się w cel), a pozostałe w karabin maszynowy Besa kal. 7,92 mm. 
Pięć czołgów, występujących pod oznaczeniem A41S, miało zmodyfikowaną skrzynię biegów.
Jeszcze w toku produkcji prototypów zamówiono serię 100 czołgów seryjnych oznaczonych Centurion Mk 1 (A41*), uzbrojonych w armatę 17-funtową i karabin maszynowy Besa.
W styczniu 1945 powstał prototyp mający nowy typ wieży i pogrubiony pancerz, oznaczony A41A „Centurion II”. Jego pancerz był bardzo mocny, a do tego silnie pochylony, co zmniejszało zdolności penetracyjne pocisków przeciwnika. Silne pochylenie pancerza było wynikiem doświadczeń z walk z niemieckimi czołgami.
W miarę upływu lat pojazd był stale modernizowany przez producenta. Między innymi armatę kal. 77 mm zastępowano działami 17-funtowym, potem 20-funtowym, a na koniec w latach 60.  działem kal. 105 mm, co wydatnie zwiększyło skuteczność czołgu. W konsekwencji zmodernizowane Centuriony były groźnymi przeciwnikami nawet dla teoretycznie nowocześniejszych konstrukcji z lat czterdziestych i pięćdziesiątych.
W pracach konstrukcyjnych czołgu brał udział polski inżynier Tadeusz Marek.

## Służba
W kwietniu 1945 roku sześć prototypowych czołgów A41 wysłano do wojsk stacjonujących w Niemczech. Trafiły tam do 22 Brygady Pancernej 7 Dywizji Pancernej tuż przed zakończeniem działań wojennych, nie zdążyły już jednak wziąć udziału w walkach.
Czołgi Centurion odegrały ważną rolę podczas wojny koreańskiej (1950–1953). W bezpośrednich starciach pancernych okazały się lepsze od czołgów amerykańskich i radzieckich. Centurion zniszczył między innymi chiński czołg ciężki IS-3. Dokonał tego za drugim trafieniem z odległości 2750 m. Duże znaczenie miała możliwość pokonywania przez pojazd stromych wzniesień. Dzięki temu Centuriony mogły zbliżyć się na niewielką odległość i niszczyć ukryte w trudno dostępnym, górzystym terenie schrony, fortyfikacje i zapory betonowe sił komunistycznych.
W 1960 r. Centurion Mk3 wszedł na wyposażenie izraelskich wojsk lądowych.  W 1967 roku w trakcie tzw. wojny sześciodniowej izraelskie formacje pancerne zniszczyły kilka, mających zdecydowaną przewagę w ludziach i w sprzęcie, egipskich dywizji pancernych wyposażonych w czołgi radzieckie. W czasie następnej wojny izraelsko-arabskiej (wojna Jom Kipur), izraelska rezerwowa brygada czołgów złożona z wozów Centurion powstrzymała główne natarcie elitarnej syryjskiej dywizji pancernej wyposażonej w teoretycznie silniejsze i nowocześniejsze czołgi T-55 produkcji radzieckiej.
Izraelskie doświadczenia wykazały potrzebę modyfikacji czołgów Centurion i dostosowania ich do współczesnego pola walki. W ten sposób na bazie Centuriona powstał czołg Szot.  Zmodyfikowanych Centurionów nie wycofano jak dotąd całkowicie ze służby w wojsku izraelskim. Były one używane jeszcze w 2006 roku w czasie konfliktu libańskiego.
Centuriony walczyły w wojnie Indii z Pakistanem w 1965 roku. Siły pancerne Indii składały się wówczas z jednej dywizji pancernej (Black Elephants – Czarnych Słoni) złożonej z 17 batalionów pancernych. Dwa z nich wyposażone były w 188 Centurionów. Pozostałe posiadały 164 francuskich AMX-13 oraz pewną liczbę przestarzałych amerykańskich czołgów Sherman oraz Stuart pochodzących z II wojny światowej. Siły pancerne Pakistanu były teoretycznie nowocześniejsze: dysponowały ponad 300 nowymi czołgami M48 Patton produkcji amerykańskiej.  Do starcia obu formacji doszło w czasie bitew pancernych pod Assal Uttar i pod Chawinda. Z konfrontacji tej Centuriony wyszły zwycięsko, na co wskazuje porównanie 97 zniszczonych czołgów pakistańskich i ponad 30 indyjskich. Stoczone walki wykazały wyraźną przewagę silnie opancerzonego Centuriona, uzbrojonego w armatę 20-funtową (84 mm) nad teoretycznie nowocześniejszym lecz skomplikowanym i bardziej delikatnym Pattonem. Było to niemiłym zaskoczeniem dla przedstawicieli amerykańskich koncernów zbrojeniowych. Dzięki solidnemu pancerzowi niektóre Centuriony zachowały w bitwie zdolność bojową, pomimo kilkakrotnego trafienia ich pociskami przeciwpancernymi przeciwnika. Niemniej jednak trzeba podkreślić, że winę za tak wielką klęskę Pattonów  w tych starciach ponosi słaby poziom wyszkolenia pakistańskich załóg i blamaż taktyczny ich dowództwa. Same czołgi zostały natomiast ocenione wysoko przez obie strony konfliktu. 
Czołgi typu Centurion znajdowały się również na uzbrojeniu armii: szwajcarskiej (200 szt. Mk3 jako Pz. 55, 100 szt. Mk7 jako Pz. 57), szwedzkiej, somalijskiej, singapurskiej, jordańskiej i duńskiej. Ich stopniowe wycofywanie, rozpoczęło się dopiero w końcu lat 90 XX w.
Do dzisiejszego dnia Centuriony, a raczej ich południowoafrykańska wersja znana jako Olifant, stanowią podstawę wyposażenia południowoafrykańskich brygad pancernych.
W armii brytyjskiej następcą Centuriona był Chieftain, wprowadzony do służby od 1967. Czołgi saperskie zbudowane na podwoziu „Centuriona”, brały udział jeszcze w operacji „Pustynna Burza” w 1991 roku.
Szacuje się, że brytyjski przemysł zbrojeniowy wyprodukował w sumie około 4500 czołgów Centurion.
Według zgodnej opinii specjalistów Centurion uchodzi za jedną z najlepszych konstrukcji w historii broni pancernej.